# المنظمة العربية لحقوق الإنسان
المنظمة العربية لحقوق الإنسان هي منظمة غير حكومية دولية تعمل على المستوى الإقليمي في الوطن العربي، وتهدف إلى حماية حقوق الإنسان وتعزيز احترامها ونشر ثقافتها طبقاً للمعايير الدولية التي استقر عليها إجماع الأمم المتحدة والمواثيق والعهود الدولية التي صادقت عليها البلدان العربية. وتتخذ من القاهرة مقراً رئيسياً لها، ووقعت المنظمة اتفاقية مقر مع حكومة جمهورية مصر العربية في 6 مايو/آيار 2000.
حصلت المنظمة على الصفة الاستشارية في المجلس الاقتصادى والاجتماعى للأمم المتحدة، وصفة المراقب لدى اللجنة الأفريقية لحقوق الإنسان والشعوب بالاتحاد الأفريقي، وصفة المراقب لدى اللجنة العربية الدائمة لحقوق الإنسان بجامعة الدول العربية، وصفة العلاقات التنفيذية مع منظمة الأمم المتحدة للتربية والعلوم والثقافة (يونسكو).
وللمنظمة عضوية مؤسساتية في 16 بلدًا عربيًا (الأردن، الإمارات، البحرين، تونس، الجزائر، السودان، سوريا، العراق، فلسطين، الكويت، لبنان، ليبيا، مصر، المغرب، موريتانيا، اليمن) وعضوية فردية في باقى البلدان العربية ومن المواطنين العرب خارجها. كما تعمل المنظمة في أوساط التجمعات العربية الكبرى خارج الوطن العربي. ولها عضوية مؤسساتية في ٩ دول أوروبية يختصان بتعزيز حقوق المهاجرين والمقيمين العرب.
تلتزم المنظمة بمبادئ الحكم الديمقراطي الداخلي، وتعقد جمعيتها العمومية بصفة دورية كل ثلاث سنوات وتنتخب مجلس أمناء، يقوم بدوره بانتخاب رئيساً للمجلس ونائباً لرئيس المجلس وأميناً عاماً للمنظمة وأميناً للصندوق ولجنة تنفيذية. وتضم تشكيلاتها الداخلية أمانة فنية ولجان نوعية.
تتجاوب المنظمة باستمرار مع مقتضيات التطور في مجال حقوق الإنسان، فعندما كان التحدى الرئيسى هو نشر ثقافة حقوق الإنسان في مواجهة الالتباسات المصطنعة، بادرت مع كل من اتحاد المحامين العرب والرابطة التونسية لحقوق الإنسان وبمساعدة مركز حقوق الإنسان في الأمم المتحدة بتأسيس المعهد العربي لحقوق الإنسان عام 1989، وقد حاز المعهد على جائزة اليونسكو لتعليم حقوق الإنسان عام 1993.
وعندما كان التحدي هو دمج التنمية في حقوق الإنسان دعت المنظمة إلى ندوة عالمية بمشاركة برنامج الأمم المتحدة الانمائي عام 1999 صدر عنها برنامج عمل، أطلق مشروعا مهما حول «حقوق الإنسان والتنمية» أجرى العديد من ورشات العمل، وصدر عنه العديد من الكتب ودليلًا عام 2005.
وعندما كان التحدي هو مكافحة الفقر تبنت المنظمة مشروعًا، بالتعاون مع برنامج الأمم المتحدة الانمائي لمكافحة الفقر بعنوان «التمكين القانوني للفقراء» يجرى تنفيذه منذ العام 2010، وقامت باعداد دليل شامل حوله.
وعندما أصبح مطلب المجتمع هو العدالة الاجتماعية، أسست المنظمة بالتعاون مع برنامج الأمم المتحدة الانمائي مركزًا للموراد والمعلومات حول قضايا العدالة الاجتماعية ودعم السياسات ذات الصلة بتلبية الحقوق الاقتصادية والادتماعية والحق في التنمية.
تصدر المنظمة نشرات غير دورية وتقارير نوعية وأدبيات فصلية، كما تصدر تقريراً سنوياً بعنوان «حالة حقوق الإنسان في الوطن العربى» وترجمة له باللغة الإنجليزية، وتنظم العديد من المؤتمرات والندوات وورش العمل، ودورات تدريبية عامة ومتخصصة في مجالات بناء المعرفة وبناء القدرات والمهارات.
وتعقد المنظمة أنشطتها المتنوعة بالتعاون مع أفرع المنظمة، ومع المنظمات المماثلة وطنياً وعربياً ودولياً، ومع شركائها من هيئات الأمم المتحدة وجامعة الدول العربية والمؤسسات الوطنية في مجالات الاهتمام المشترك. كما تصدر المنظمة أشكالا أخرى من المطبوعات كلما اقتضت الحاجة مثل البيانات الصحفية، والتقارير الخاصة بنتائج الزيارات الميدانية وبعثات تقصى الحقائق.
يتم تمويل المنظمة من اشتراكات عضويتها المؤسساتية والفردية، وتبرعات أعضائها وأصدقائها ومساهمات المهتمين بحقوق الإنسان، وعبر عوائد مشاريعها التي تنشأ بالشراكة مع مؤسسات غير حكومية عربية ودولية وهيئات الأمم المتحدة ذات الصلة. ولا تقبل المنظمة أية تبرعات حكومية. ويراجع حسابها الختامى وميزانيتها من جانب مكتب مراجعة مستقل، كما تناقش من جانب مجلس أمنائها وجمعيتها العمومية.
ويتفق الحقوقيون والباحثون والمراقبون على أنها المنظمة الأهم والأكثر تأثيراً في المنطقة العربية.